# Prevešt
Prevešt (en serbe cyrillique : Превешт) est un village de Serbie situé dans la municipalité de Rekovac, district de Pomoravlje. Au recensement de 2011, il comptait 259 habitants.

## Démographie
| 1948 | 1953 | 1961 | 1971 | 1981 | 1991 | 2002 | 2011 |
| ---- | ---- | ---- | ---- | ---- | ---- | ---- | ---- |
| 815  | 820  | 791  | 714  | 596  | 472  | 338  | 259  |

|  |